# Rodrigo de Cervantes
Rodrigo de Cervantes (Alcalá de Henares, 1509 - Alcalá de Henares, 1585) fue un cirujano o sangrador (o zurujano como se decía entonces) del siglo XVI, padre del escritor Miguel de Cervantes y hermano de Andrés de Cervantes.

## Biografía
Fue hijo de Leonor Fernández de Torreblanca y del licenciado en derecho Juan de Cervantes, teniente de corregidor y juez de los bienes confiscados por el Santo Oficio, natural de Córdoba, y padeció una sordera casi total desde niño. Aprendió algo de cirugía y medicina con su abuelo materno, que era médico, y, fallecido este, con su padrastro, que también lo era, pero, a causa del carácter movedizo e itinerante de su padre Juan y de su propia sordera, no pudo realizar estudios continuados de medicina ni obtener ningún título oficial de su especialidad, aunque trabajó como cirujano de cuota, es decir, sin titulación. Se casó en 1543 con Leonor de Cortinas, rica hacendada con bienes en Arganda del Rey (Madrid).
Al poco tiempo de haber contraído nupcias, Leonor de Cortinas quedó embarazada y dio a luz, en 1543, al primer vástago de su descendencia, el malogrado Andrés de Cervantes, bautizado en Alcalá de Henares 12 de diciembre de 1543, que falleció al poco tiempo de haber venido al mundo. Posteriormente, los Cervantes se rodearon de una bulliciosa prole que, en cierta medida, fue el origen de las tribulaciones económicas de Rodrigo durante más de veinte años: Andrea de Cervantes (bautizada en Alcalá de Henares el 24 de noviembre de 1544 y fallecida en 9 de octubre de 1609; casada con Sanctes Ambrosi, de Florencia, y con el general Álvaro Mendaño; recibió el hábito de la Orden Tercera el 8 de junio de 1609; madre de Constanza de Ovando, hija de Nicolás de Ovando (1577 - Madrid, 22 de septiembre de 1624), una de las muchas mujeres que vivieron durante varios años en casa de su célebre tío); Luisa de Cervantes (bautizada en Alcalá de Henares el 25 de agosto de 1546 y fallecida en la tercera década del siglo XVII; profesó en el convento carmelita de la Concepción, de Alcalá de Henares, el 11 de febrero de 1565); Miguel de Cervantes (1547-1616); Rodrigo de Cervantes (bautizado en Alcalá de Henares el 23 de junio de 1550, que compartió con su hermano algunos destinos tan señalados como la milicia en Italia y el cautiverio en Argel; alférez, que murió en Flandes Occidental el 2 de julio de 1600, cuando tomaba parte activa en la batalla de las Dunas); Magdalena de Cervantes (nacida en Alcalá de Henares el 22 de junio de 1552 e fallecida el 28 de enero de 1611, casada con ... Pimentel de Sotomayor, que también compartió residencia con su hermano, fuera ya del hogar familiar); y Juan de Cervantes (nacido en nacido en Alcalá de Henares en 1554 o 1555 y desaparecido en fecha ignorada antes de 1593).
Vivía en Alcalá de Henares, en una casa contigua al Hospital de Antezana (que era el más antiguo de España). Esta casa fue restaurada en 1956, recuperando el estilo de la primitiva del siglo XVI. Tiene una fachada sobria de mampostería y ladrillo y una sencilla rejería, todo el conjunto propio de la época de las casas de tiempos de los Austrias. El interior también fue remodelado evocando el ambiente de una familia de tipo medio de aquellos años.
En 1552 se trasladó a Valladolid con su familia para "probar fortuna lejos de la murmuración", desde Alcalá. En Valladolid se sabe que firmó un contrato con el propietario Diego de Gormaz para arrendar una casa en lo que entonces era el arrabal de Sancti Spiritus, recientemente formado en el entorno del convento del mismo nombre que estaba junto a la antigua Puerta del Carmen y frente al convento del Carmen Calzado, en cuyo solar está hoy el gran edificio del Hospital Militar. En el siglo XVI todo aquel complejo estaba extramuros de la ciudad.
Vivió durante una temporada con su hermano Andrés de Cervantes en la localidad de Cabra (descrita en el Quijote), ya que buscaba un trabajo mejor en el sur y su hermano poseía una envidiable posición en la localidad como alcalde.
Para comenzar con su trabajo como zurujano tomó a su servicio un criado de 20 años llamado Cristóbal de Vegil, que sería su ayudante y le llevaría la bolsa de cuero con el instrumental para hacer las visitas a los enfermos que requerían sus servicios, según costumbre de aquellos años. Otro de los requisitos que tuvo que cumplir fue el de pagar 4 escudos de oro como derecho por ejercer la cirugía. Las visitas tenía que hacerlas a pie porque el uso de caballería les estaba prohibido a los cirujanos de cuota y estaba reservado para los cirujanos de carrera. Entre los quehaceres de su oficio entraban el bizmar, es decir, aplicar bizmas, una especie de cataplasma; emplastar o poner emplastos, que eran unos medicamentos glutinosos que se extendían sobre una tela y se aplicaban al cuerpo; y también el de hacer cirugía menor.
En aquellos tiempos el oficio de la cirugía tenía mucha competencia y no era fácil abrirse camino. Don Rodrigo tenía a sus expensas una gran familia; contrajo deudas y le fueron embargados los enseres de la casa, el menaje, la ropa y demás artículos necesarios para la supervivencia. Finalmente fue encarcelado, de donde pudo salir al poco tiempo cuando demostró su hidalguía.
Miguel de Cervantes era por entonces un niño de 5 años, pero aquellas experiencias nunca las olvidó y a lo largo de sus escritos fue manifestando recuerdos y reflexiones. En su obra El coloquio de los perros (escrita en Valladolid) hace una dura crítica sobre la gran abundancia de estudiantes de Medicina en la Universidad de esta ciudad.